# François Descamps
Pour les articles homonymes, voir Descamps.
François Descamps, né le 23 février 1875 à Houplines (Nord) et mort le 25 février 1934 à La Guerche (Cher), est un boxeur et manager de boxe. Il est notamment connu pour avoir géré les carrières de Georges Carpentier et de Charles Ledoux, deux des meilleurs boxeurs français des trente premières années du XXe siècle. Il est ainsi l'un des plus célèbres managers de boxe de cette période.

## Jeunesse et débuts en boxe
Descamps se déclare diplômé de l'école de Joinville et dispense des leçons de boxe à Lens dans une salle intitulée "La régénératrice". Il enseigne alors la boxe française et la boxe anglaise.

## Rencontre avec Carpentier
Autour de 1904, Descamps fait la connaissance de Georges Carpentier, lui aussi domicilié à Lens. Ce dernier fréquente de plus en plus assidûment la salle de Descamps. Puis, à partir de 1906, ils s'orientent vers la boxe anglaise professionnelle. Sous la direction de Descamps, qui est le seul manager que Carpentier aura, ils deviennent champion de France puis champion d'Europe (1911) et champion du monde (1920). Il sera également plusieurs fois champion de France (1911) et d'Europe avec Charles Ledoux.
Descamps occupe une place très importante dans la carrière de Carpentier, lui servant autant d'ami, de manager que d'entraîneur voire de coach. Il rédige ainsi la majeure partie de la première autobiographie : Comment je suis devenu champion d'Europe (1911).
Si ses revenus sont inconnus, la gestion des carrières de Carpentier et de Ledoux lui permettent de jouir d'une fortune importante.

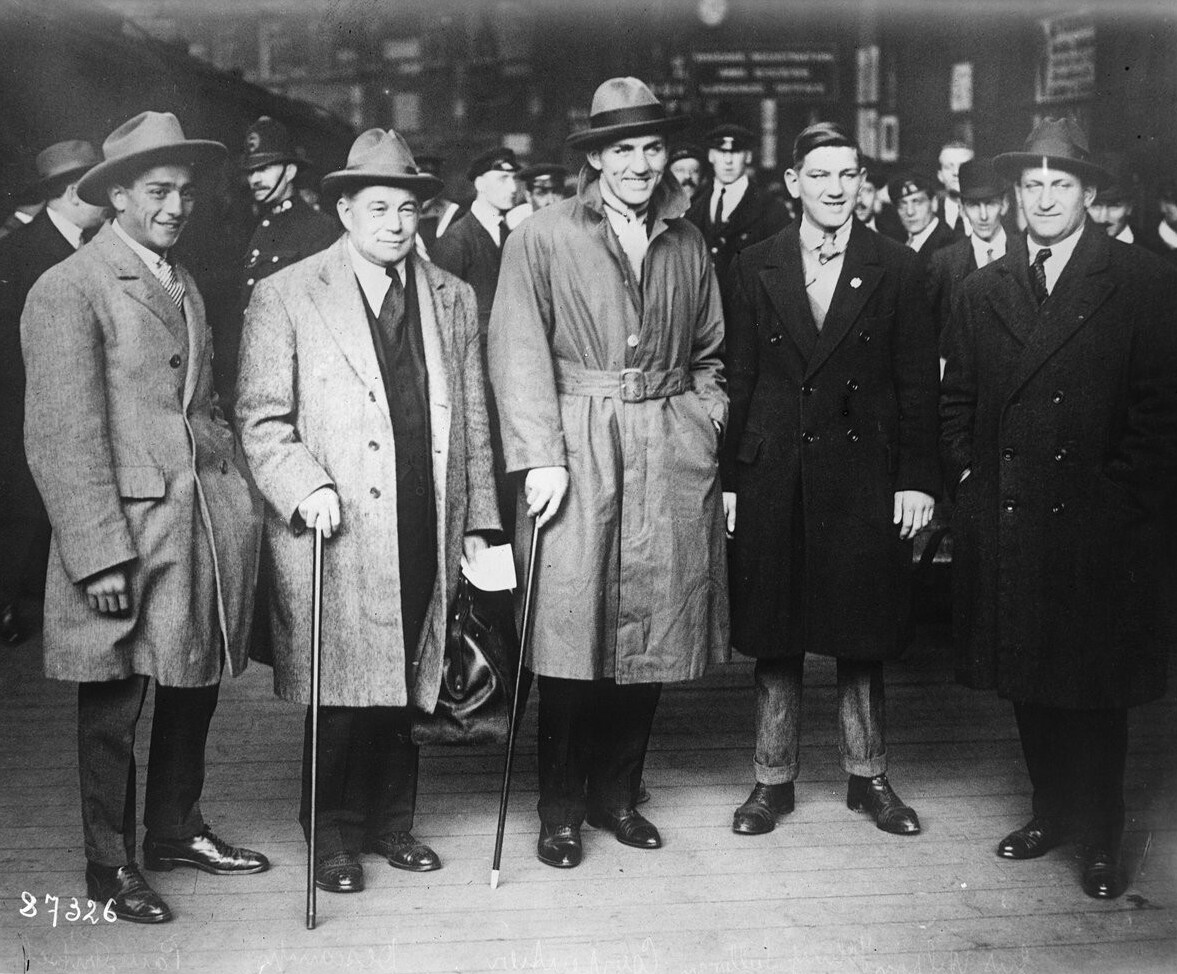
François Descamps (deuxième en partant de la gauche), avec Georges Carpentier (au centre) en 1923

## Après la carrière de Carpentier
Lors de la Première Guerre mondiale, Descamps achète une usine de boîtes de camembert à La Guerche dans le Cher. Il y résidera alors et s'occupera d'autres boxeurs mais également du football dans cette commune.
François Descamps est enterré à La Guerche où une rue porte son nom.